# Dotrę na szczyt
Dotrę na szczyt – drugi album studyjny polskiego piosenkarza Adama Stachowiaka. Wydawnictwo ukazało się 29 maja 2022 nakładem wytwórni muzycznej ABM Records w dystrybucji e-Muzyka.
Album jest utrzymany w stylu muzyki pop. Składa się z wersji standardowej (1 CD).
Nagrania były promowane singlami: „Dotrę na szczyt”, „Jesteś wszystkim”, „Wyjdzie na dobre”, „Gdy jesteś tu”, „Cisza w zgiełku dnia” i „Przyjmę strzał”.

## Lista utworów
Opracowano na podstawie materiału źródłowego.
| Dotrę na szczyt – Wersja standardowa | Dotrę na szczyt – Wersja standardowa | Dotrę na szczyt – Wersja standardowa               | Dotrę na szczyt – Wersja standardowa | Dotrę na szczyt – Wersja standardowa |
| Nr                                   | Tytuł utworu                         | Słowa                                              | Muzyka                               | Długość                              |
| ------------------------------------ | ------------------------------------ | -------------------------------------------------- | ------------------------------------ | ------------------------------------ |
| 1.                                   | „Dotrę na szczyt”                    | Adam Stachowiak                                    | Adam Stachowiak                      | 3:58                                 |
| 2.                                   | „Gdy jesteś tu”                      | Adam Stachowiak                                    | Adam Stachowiak                      | 3:05                                 |
| 3.                                   | „Wszystko jest w Tobie”              | Adam Stachowiak                                    | Adam Stachowiak                      | 3:40                                 |
| 4.                                   | „Przyjmę strzał”                     | Adam Stachowiak                                    | Adam Stachowiak                      | 3:24                                 |
| 5.                                   | „Nie Twoja wina”                     | Adam Stachowiak                                    | Adam Stachowiak                      | 3:07                                 |
| 6.                                   | „Jesteś wszystkim”                   | Adam Stachowiak, Tomasz Drossel, Krzysztof Drossel | Adam Stachowiak                      | 4:09                                 |
| 7.                                   | „Bronimy się”                        | Adam Stachowiak                                    | Adam Stachowiak                      | 2:59                                 |
| 8.                                   | „Cisza w zgiełku dnia”               | Adam Stachowiak                                    | Adam Stachowiak                      | 3:38                                 |
| 9.                                   | „Kurz po bitwie”                     | Adam Stachowiak                                    | Adam Stachowiak                      | 3:40                                 |
| 10.                                  | „Walczę jak żołnierz”                | Adam Stachowiak                                    | Adam Stachowiak                      | 4:51                                 |
| 11.                                  | „Wyjdzie na dobre”                   | Adam Stachowiak                                    | Adam Stachowiak                      | 3:01                                 |
|                                      |                                      |                                                    |                                      | 39:32                                |